# Solomon Young
Solomon Young (Sacramento, 22 april 1998) is een Amerikaanse basketballer.

## Carrière
Young speelde collegebasketbal voor de Iowa State Cyclones van 2016 tot 2021. Hij tekende in 2021 zijn eerste profcontract bij de Leuven Bears. Na een seizoen vertrok hij bij hen en tekende bij de Duitse eersteklasser Brose Baskets. Voor het seizoen 2023/24 tekende hij bij de Italiaanse tweedeklasser Pallacanestro Cantù. In de zomer van 2024 speelde hij voor de Fort Wayne Champs in de The Basketball Tournament.